# Kaffa
Pour les articles homonymes, voir Kaffa (homonymie).
Le Kaffa est une ancienne province du sud-ouest de l'Éthiopie dont la capitale était Jimma.

## Histoire
Cette province fut créée en 1942 lors de la réorganisation de l'Empire éthiopien, après la période d'occupation italienne. Elle fut supprimée lors de la réforme constitutionnelle de 1995 et partagée entre la région d'Oromia et la région des nations, nationalités et peuples du Sud (RNNPS).
Elle tire sa célébrité du café. Sur les hauts plateaux (1 500 mètres d'altitude) au sol volcanique de la province de Kaffa, le café arabica pousse à l'état sauvage au milieu des forêts.
En septembre 2021, un référendum est organisé visant à créer une nouvelle région, la 11e de l'Éthiopie, appelée Éthiopie du Sud-Ouest et composée de cinq zones administratives correspondant approximativement au sud de l'ancienne province de Kaffa.

## Awrajas
La province de Kaffa était divisée en six awrajas.
| Awraja          | Capitale administrative | Répartition dans les zones actuelles                                      |
| --------------- | ----------------------- | ------------------------------------------------------------------------- |
| Gimira          | Mizan Teferi            | - Bench Sheko (Éthiopie du Sud-Ouest) - Anuak (Gambela)                   |
| Jima            | Jimma                   | - Jimma (Oromia) - Yem (Éthiopie du Centre)                               |
| Kefa            | Bonga                   | - Keffa (Éthiopie du Sud-Ouest)                                           |
| Kulo Konta      | Waka (en)               | - Dawro (Éthiopie du Sud-Ouest) - Konta (Éthiopie du Sud-Ouest)           |
| Limu            | Agaro                   | - Jimma (Oromia)                                                          |
| Maji et Goldiya | Maji                    | - Bench Sheko (Éthiopie du Sud-Ouest) - Mirab Omo (Éthiopie du Sud-Ouest) |